# 米哈伊爾·季捷里赫斯
米哈伊爾·康斯坦丁諾維奇·季捷里赫斯（俄语：Михаи́л Константи́нович Ди́терихс；1874年5月17日—1937年9月9日），俄羅斯帝國陸軍上將，在俄國內戰期間於西伯利亞的白軍中扮演重要角色，並以保皇派與反猶太主義的主張聞名。迪捷里赫斯被認為是一位虔誠東正教徒，他在私人列車車廂中安置著大量聖像，他認為他正在參與一場對抗布爾什維克「異教徒」的聖戰。

## 生平

### 早年
季捷里赫斯的家族遠祖是來自波希米亞的德意志人，後曾隨俄羅斯帝國陸軍在高加索地區任職，並與俄國貴族結親。迪捷里赫斯自帝國陸軍幼年學校畢業後被分配到第二禁衛砲兵旅，稍長又進入聖彼得堡的尼古拉陸軍參謀學院深造，並於1900年畢業，轉至莫斯科軍區任職，於1903年時出任第3龍騎兵中隊的指揮官。

### 日俄戰爭到一次大戰
在日俄戰爭爆發時，季捷里赫斯被編入第17軍司令部擔任特務部隊指揮官，在1904年8月抵達滿洲前線，隨後投入遼陽、沙河、奉天等會戰；在戰爭結束後晉升為中校。戰後，季捷里赫斯又調至第7軍司令部、基輔軍區司令部，1910年時已升任上校參謀。1913年，迪捷里赫斯又升任參謀本部動員處處長。
一次大戰開始後，季捷里赫斯被指派到西南戰區，在阿列克謝·布魯西洛夫指揮的第3軍團擔任參謀長，1916年也參與了著名的布魯西洛夫攻勢。同年9月，季捷里赫斯出任俄羅斯遠征軍指揮官，率軍前往希臘的塞薩洛尼基，經由馬其頓支援塞爾維亞的作戰。

### 俄國革命與內戰
俄國二月革命後，季捷里赫斯被召回國內，在當年8月時被俄國臨時政府任命為戰爭部長，但他並未就職。11月3日，季捷里赫斯時升任為陸軍總參謀長，在4天後即爆發十月革命（儒略曆10月25日，與公曆相差13日），但他在混亂中成功逃離布爾什維克黨人的追捕，潛回基輔；隨後又在捷克軍團的邀請下前往西伯利亞，出任其參謀長，協助軍團在1918年5月揭竿而起，也成為伊爾庫茨克、赤塔、符拉迪沃斯托克等地武裝部隊的領袖。
11月，高爾察克命令迪捷里赫斯率部奪取烏法，但後者不斷的延遲行動，直到26日時才願意從命，但同時也辭去了在捷克軍團中的職務，終止了這段關係緊張的合作。在1919年上半，季捷里赫斯親自參與了沙皇一家遭到謀殺的調查，在他晚年流亡期間以此段經歷著作成書，題名為《烏拉爾的羅曼諾夫皇族成員謀殺案》（Убийство Царской семьи и членов Дома Романовых на Урале），並聲稱沙皇一家的死亡是一場「活人祭」。
1919年7月，季捷里赫斯接掌了亞歷山大·高爾察克在西伯利亞的軍隊，並計劃編組大批民兵部隊以支援白軍作戰，並保護俄國東正教教會免於布爾什維克之害。9月，季捷里赫斯在托博爾斯克成功擊退了紅軍，但這也是白軍最後的一次勝利。不久，季捷里赫斯便與高爾察克爆發爭執，在年底離開俄國，前往哈爾濱居住。
此後，季捷里赫斯仍繼續活躍於遠東各派白軍之間，並在1922年6月接管了濱海邊區臨時政府的軍政大權，開始重建軍隊與政府，如同彼得·弗蘭格爾之前在克里米亞所為。在強徵本地兵員之外，迪捷里赫斯更將他打造的軍隊視為對抗布爾什維克主義的十字軍；此外他也期望前來干涉的日本軍隊暫緩撤出，但後者並未理會。同年7月23日，季捷里赫斯召開了俄國史上最後一次貴族議會，此次議會宣布擁立尼古拉·尼古拉耶维奇大公出任俄國的最高統治者，並任命季捷里赫斯擔任邊海邊區臨時政府的統治者。10月，紅軍輕易地摧毀了臨時政府與季捷里赫斯的十字軍，迫使其殘部流亡至中國、朝鮮等地。

### 晚年
此後，季捷里赫斯繼續在中國的白俄僑民界中活動，並出任俄羅斯全軍聯盟遠東分會的首領。1937年9月9日，季捷里赫斯在上海病逝。

## 授勳
- 聖史坦尼斯勞斯勳章（英语：Order of St. Stanislaus）第三級，1902年
- 聖安娜勳章（英语：Order of St. Anna）第三級，配寶劍與弓，1904年遼陽會戰
- 聖弗拉基米爾勳章（英语：Order of St Vladimir）第四級，配寶劍與弓，1906年
- 聖史坦尼斯勞斯勳章（英语：Order of St. Stanislaus）第二級，配寶劍，1905年奉天會戰
- 聖安娜勳章（英语：Order of St. Anna）第二級，配寶劍，1905年
- 聖史坦尼斯勞斯勳章（英语：Order of St. Stanislaus）第一級，配寶劍，1915年
- 白鷹勳章第二級，配寶劍，1916年塞爾維亞頒授
- 戰爭十字勳章（英语：Croix de guerre 1914–1918 (France)），配橡葉，1916年法國頒授
- 聖弗拉基米爾勳章（英语：Order of St Vladimir）第二級，配寶劍，1917年
- 法國榮譽軍團勳章，軍官勳位，1917年法國頒授
- 獵鷹勳章（英语：Order of the Falcon (Czechoslovakia)），配寶劍，1919年捷克軍團頒授[1]